# 5. marec
5. marec je 64. dan leta (65. v prestopnih letih) v gregorijanskem koledarju. Ostaja še 301 dan.

## Dogodki
- 1770 – v bostonskem pokolu britanska vojska ubije 5 Bostončanov
- 1933 – Kot posledico Velike gospodarske krize predsednik Roosevelt zapre vse banke in zamrzne finančne transakcije.
- 1946 – Winston Churchill med govorom v Fultonu prvič uporabi pojem »železna zavesa«

## Rojstva
- 1133 – Henrik II., angleški kralj († 1189)
- 1224 – Kinga Poljska, ogrska princesa, poljska kraljica in svetnica († 1292)
- 1324 – David II., škotski kralj († 1371)
- 1326 – Ludvik I., madžarski kralj († 1382)
- 1340 – Cansignorio della Scala, vladar Verone († 1375)
- 1512 – Gerardus Mercator, belgijski (flamski) kartograf, geograf († 1594)
- 1575 – William Oughtred, angleški astronom, matematik, škofovski minister († 1660)
- 1696 – Giovanni Battista Tiepolo, italijanski slikar († 1770)
- 1794 – Jacques Babinet, francoski fizik († 1872)
- 1825 – Ivan Navratil, slovenski urednik, jezikoslovec češkega rodu († 1896)
- 1871 – Rosa Luxemburg, poljsko-nemška socialistka judovskega rodu († 1919)
- 1879 – William Henry Beveridge, britanski politik, ekonomist († 1963)
- 1887 – Heitor Villa-Lobos, brazilski skladatelj († 1959)
- 1890 – Berick Traven Torsvan, nemški pisatelj († 1969)
- 1904 – Karl Rahner, avstrijski katoliški teolog († 1984)
- 1908 – sir Reginald Carey »Rex« Harrison, angleški filmski igralec († 1990)
- 1915 – Laurent Schwartz, francoski matematik († 2002)
- 1922 – Pier Paolo Pasolini, italijanski pesnik, pisatelj, filmski režiser († 1975)
- 1933 – Don Lynn Anderson, ameriški geofizik († 2014
- 1934 – Daniel Kahneman, izraelsko-ameriški psiholog, nobelovec 2002
- 1973 – Špela Pretnar, slovenska alpska smučarka
- 1991 – Michael Hayböck, avstrijski smučarski skakalec

## Smrti
- 1239 – Hermann von Balk, nemški vitez križnik
- 1283 – Ata-Malik Džuvejni, perzijski zgodovinar in politik (* 1226)
- 1319 – Ivan II. Viennoiški, dofên Viennoisa (* 1280)
- 1417 – Manuel III. Veliki Komnen, trapezuntski cesar (* 1364)
- 1717 – François de Callières, francoski diplomat (* 1645)
- 1815 – Franz Anton Mesmer, nemški zdravnik (* 1734)
- 1827 –
  - Pierre-Simon Laplace, francoski matematik, fizik, astronom (* 1749)
  - Alessandro Volta, italijanski fizik (* 1745)
- 1893 – Hippolyte Adolphe Taine, francoski zgodovinar, kritik in filozof (* 1828)
- 1919 – Ernest von Koerber, avstrijski predsednik vlade, državnik (* 1850)
- 1929 – David Dunbar Buick, ameriški inženir, industrialec (* 1854)
- 1953 –
  - Josif Visarionovič Stalin, sovjetski diktator (* 1878)
  - Sergej Sergejevič Prokofjev, ruski skladatelj, pianist (* 1891)
- 1966 – Anna Andrejevna Gorenko - Anna Ahmatova, ruska pesnica (* 1889)
- 1999 – Richard Kiley, ameriški igralec in pevec (* 1922)
- 2006 – Milan Babić, srbski politik (* 1956)
- 2013 – Hugo Chávez, venezuelski politik (* 1954)